# Nemospiza
Nemospiza là một chi nhện trong họ Araneidae.